# Delphinium calthifolium
Delphinium calthifolium är en ranunkelväxtart som beskrevs av Q. E. Yang och Y. Luo. Delphinium calthifolium ingår i släktet storriddarsporrar, och familjen ranunkelväxter. Inga underarter finns listade i Catalogue of Life.